# Бертель, Омар
Омар Андрес Бертель Вергара (англ. Omar Andrés Bertel Vergara; род. 9 сентября 1996, Монтелибано, Кордова) — колумбийский футболист, защитник клуба «Мильонариос».

## Клубная карьера
Бертель — воспитанник клуба «Мильонариос». 19 ноября 2017 года в матче против «Депортиво Кали» он дебютировал в Кубке Мустанга. 13 марта 2019 года в поединке Кубка Колумбии против «Форталеса Сипакира» Омар забил свой первый гол за «Мильонариос». В составе клуба игрок дважды выиграл чемпионат и завоевал национальный кубок.

## Достижения
Клубные
 «Мильонариос»
- Победитель Кубка Мустанга (2) — Финалисасьон 2017, Апертура 2023
- Обладатель Кубка Колумбии — 2022